# پرچم کانزاس
پرچم کانزاس در ۲۲ سپتامبر ۱۹۶۱ پذیرفته شد.